# Алфеев, Владимир Иванович
Владимир Иванович Алфеев (15 июля 1923, с. Миловское, Шуйский уезд, Иваново-Вознесенская губерния, РСФСР, ныне в составе Комсомольского района Ивановской области — 22 мая 1983, Иваново, СССР) — советский лётчик-ас Корейской войны. Представлялся к званию Героя Советского Союза. Подполковник авиации.

## Биография
В 1939 году окончил 9 классов средней школы города Комсомольска. С 1939 по 1941 годы обучался в Ивановском аэроклубе.
С мая 1941 года служил в Красной Армии. Окончил Борисоглебскую военную авиационную школу пилотов имени Чкалова в 1944 году (в то время авиашкола действовала в эвакуации в городе Троицке Челябинской области. После окончания школы как один из лучших курсантов направлен лётчиком-инструктором в 4-й запасной истребительный авиационный полк (5-я запасная авиационная бригада, ВВС Харьковского военного округа), который действовал в посёлке Рогань Харьковской области. С ноября 1946 года служил лётчиком-инструктором в Чугуевское военное авиационное училище лётчиков. С марта 1950 года — старший лётчик 32-го гвардейского истребительного авиационного полка (324-я истребительная авиационная дивизия, Московский военный округ). Перед отправкой на Дальний Восток, где разгорелась Корейская война, был переведён старшим лётчиком в 196-й истребительный авиационный полк этой же дивизии по инициативе командира этого полка Е. Г. Пепеляева.
В декабре 1950 года с полком убыл на Дальний Восток, в феврале 1951 года переброшен в Северный Китай. В составе полка с апреля 1951 года по февраль 1952 года участвовал в боевых действиях в Корее. За период участия в боевых действиях в небе КНДР выполнил около 150 боевых вылетов, провёл около 50 воздушных боёв, лично сбил 7 самолётов противника (5 F-86 Sabre, 1 F-80 Shooting Star, 1 F-84 Thunderjet). За отличия в боях на фронте назначен командиром звена в феврале 1952 года. В паре с Алфеевым ведомым летал до своей гибели Герой Советского Союза Ф. А. Шебанов (6 побед). 
За героизм в боях над КНДР был представлен к присвоению звания Героя Советского Союза командиром полка Е. Г. Пепеляевым и командиром дивизии И. Н. Кожедубом. Однако в Москве в присвоении звания Героя было отказано, наградой за участие в этой войне стали два ордена Красного Знамени. 
После войны служил в советских ВВС. В феврале 1952 года повышен в должности до заместителя командира эскадрильи 196-го истребительного авиаполка. С мая 1953 года служил в 176-м гвардейском истребительном авиационном полку (52-я воздушная истребительная армия ПВО, Московский округ ПВО): командир эскадрильи, с октября 1955 года — заместитель командира полка по лётной подготовке. С октября 1956 года служил помощником командира 324-й истребительной авиационной дивизии ПВО по огневой и тактической подготовке. С августа 1958 год — заместитель командира 205-го истребительного авиаполка в той же 52-й воздушной истребительной армии. С апреля 1959 года — командир 191-го истребительного авиаполка (328-я истребительная авиационная дивизия, 78-й истребительный авиационный корпус ПВО, 52-я воздушная истребительная армия ПВО, Московский округ ПВО). С апреле 1960 года был прикомандирован к ЦК ДОСААФ, в августе 1960 года назначен заместителем по лётной подготовке начальника Калужского авиационного учебно-тренировочного центра ДОСААФ. Военный лётчик 1-го класса (октябрь 1950). В феврале 1963 года подполковник В. И. Алфеев вышел в отставку. 
Жил в Иваново. Умер в 1983 году.

## Воинские звания
- Младший лейтенант (5.03.1944)
- Лейтенант (10.07.1944)
- Старший лейтенант (1.11.1949)
- капитан (13.01.1951)
- Майор (2.02.1952)
- Подполковник (21.12.1951)
- Полковник (31.05.1956)

## Награды
- 3 ордена Красного Знамени (10.10.1951, 25.09.1952, 9.03.1956)
- 2 ордена Красной Звезды (29.04.1954, 30.12.1956)
- Медаль «За боевые заслуги» (19.11.1951)
- другие медали СССР
- Медаль «Китайско-советская дружба» (КНР)